# Gergely
A Gergely magyar férfinév, a görög Grégoriosz (Γρηγόριος) név latin Gregorius formájának a Gregor rövidüléséből alakult ki. A görög név jelentése ’éber’, ’őrködő’, < görög γρήγορος (grégorosz) ’őrködő’ < koiné ἐγρήγορος (egrégorosz) ’éber’, ’ébren van’ < ógörög ἐγείρειν/ἐγείρω (egeirein/egeiró) ’ébredni’/’ébredek’. A magyar név kialakulása: a Grégoriosz Gregor alakra való rövidülése után a mássalhangzó-torlódás (gr < ger), majd a vegyes hangrend szűnt meg (e-o < e-e). Ennek eredménye lett a Gerger, amely egy darabig váltakozott a Gergel, Gergely alakokkal.

## Rokon nevek
- Gergő:[1] a Gergely név becenevéből önállósult.[2]
- Gerő:[1] a Gergely név régi magyar becenevéből önállósult.[2]
- Gregor:[1] a Grégoriosz rövidülése.

## Gyakorisága
A Gergely a 16–18. században a leggyakoribb férfinevek közé tartozott, de a 19–20. század fordulójára szinte teljesen eltűnt. 1967-ben is csak 46-an kapták ezt a nevet, de a 80-as években újra divatba jött, és már a 21. volt a gyakorisági listán. 
Az 1990-es években a Gergely és a Gergő igen gyakori, a Gerő szórványos név volt; a 2000-es években a Gergely a 38–48., a Gergő a 10–12. leggyakoribb férfinév; a Gerő nem szerepel az első százban.

## Más nyelvű megfelelői
- angol: Greg(ory)
- belarusz: Rihor (Рыгор)
- bolgár: Grigor (Григор)
- finn: Reijo
- francia: Grégory vagy Grégoire
- görög: Grigoriosz (Γρηγόριος)
- grúz: Grigol (გრიგოლ)
- horvát: Grgur
- ír: Gréagóir
- latin: Gregorius
- lengyel: Grzegorz
- litván: Gregoras vagy Gregorijus
- német: Gregor
- olasz: Gregorio
- orosz: Grigorij (Григорий)
- portugál: Gregório
- román: Grigore vagy Gligor
- spanyol: Gregorio
- svéd: Greger
- szlovén: Grega vagy Gregor
- ukrán: Hrihorij (Григорій)

## Névnapok
Gergely, Gergő, Gerő
- január 2.[2]
- február 13.[2]
- március 9.[2]
- március 12.[2]
- március 21.[2]
- május 9.[2]
- május 25.[2]
- szeptember 3.[2]
- november 17.[2]

Március 12-én volt szokásban a gergelyezés vagy gergelyjárás, ami Nagy Szent Gergelynek a tiszteletére terjedt el. Kezdetben, IV. Gergely pápa idején (a 800-as években) három diák adta elő. Egyik a püspököt alakította, a másik kettő a káplánokat, a többi gyerek pedig egy-egy mesterséget személyesített meg. Egy versbe szedett prédikáció után bejárták a várost, és a tavasz köszöntése mellett új diákokat is toboroztak. A hagyomány idővel eltolódott az adománygyűjtés irányába.
Sokfelé ezen a napon kezdődtek a szőlőmunkák. Zalai hagyományok szerint a Gergely napján metszett tőkéről sok bort szüretelnek.

## Híres Gergelyek, Gergők, Gerők és Gregorok
„Gergely” utónevű személyek szócikkeinek listája a Wikidata alapján

## Egyéb Gergelyek

### Vezetéknévként
A Gergely névből sok családnév alakult ki: Gece ~ Gecze ~ Götze, Géci, Gecő, Gera, Gergece, Gergó, Gergócs, Gergőcs, Gergye, Geri, Gerke, Geró, Gerőcs, Gerse.

### Az irodalomban
- Bornemissza Gergely a főhőse Gárdonyi Géza Egri csillagok című regényének.

### A népnyelvben
- Gergely rázza a szakállát, mondták, ha március 12-én havazott[3]
- Mérges, mint a Gergely-napi idő, vagyis nagyon mérges.[3]
- gergely vagy gergelyes, a Gergely-napot köszöntő gyerek neve[3]
- Gergely-napi virág, a hóvirág[3]
- gergelyvíz, a templomok és oltárok szentelésénél használt víz neve, amely hamut, bort és sót is tartalmaz. Azért hívják így, mert Nagy Szent Gergely pápa írta elő a használatát.[3]

### Földrajzi névként
- Gergely, település Horvátországban
- Gergelyiugornya, 1969-ben Vásárosnaményhez csatolt település
- Marcalgergelyi, település Veszprém vármegyében
- Egyházasgerge, Mihálygerge, települések Nógrád vármegyében
- Gergelyfalva, Gergelylaka, települések a Felvidéken

### Egyéb
- gregorián énekek, régiesebb nevükön Gergely-féle énekek: egyszólamú, kíséret nélküli egyházi énekek
- Gergely-naptár, más néven gregorián naptár, mely XIII. Gergely pápa nevéhez kötődik: a ma is használatos naptár